# Specie di Mammillaria

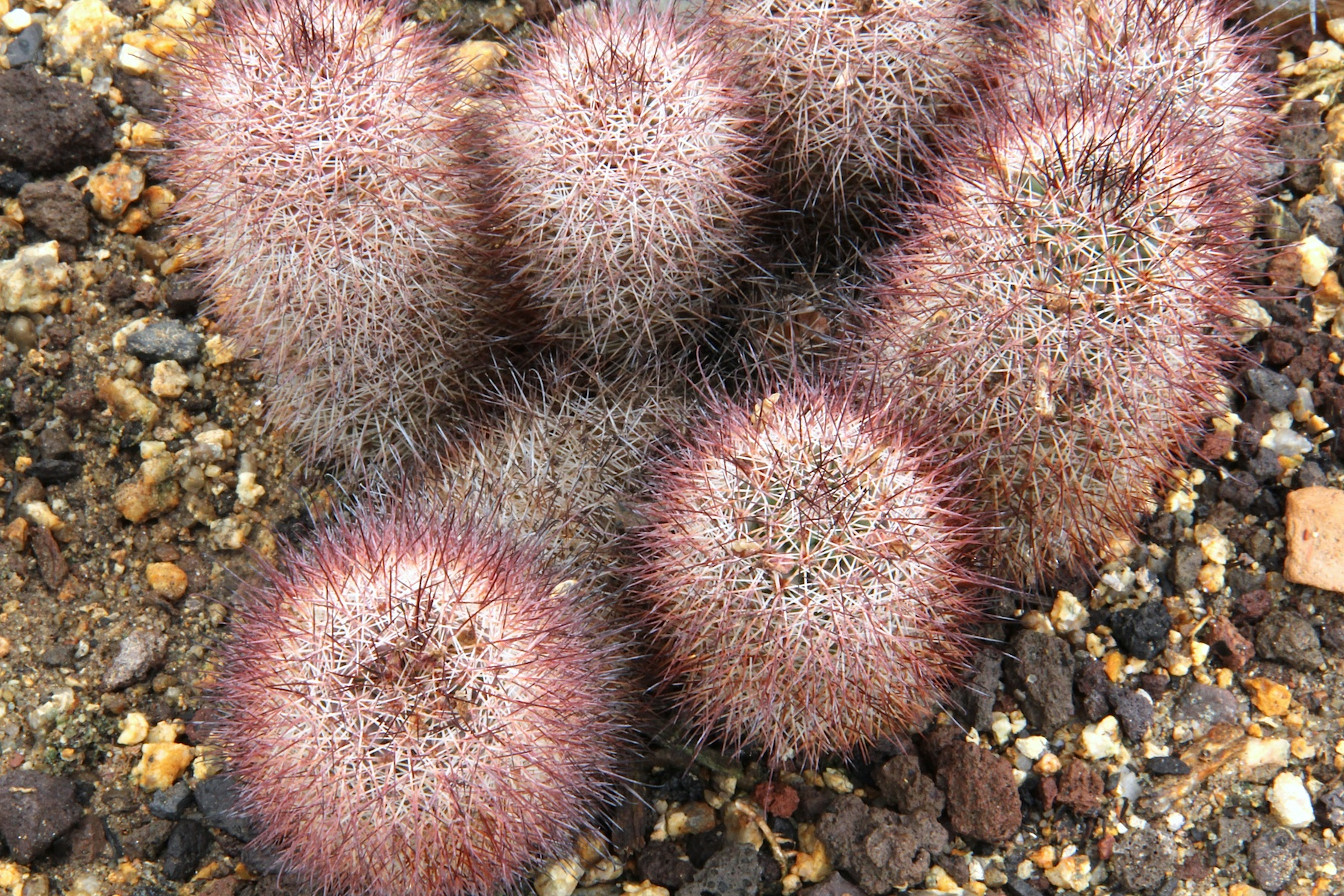
Mammillaria albicans

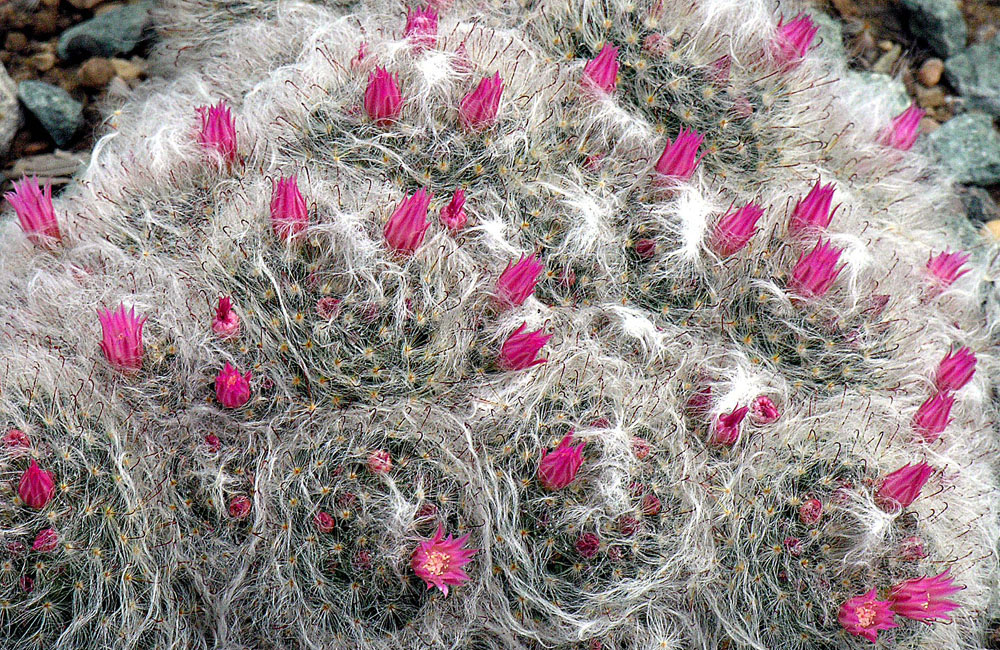
Mammillaria bocasana

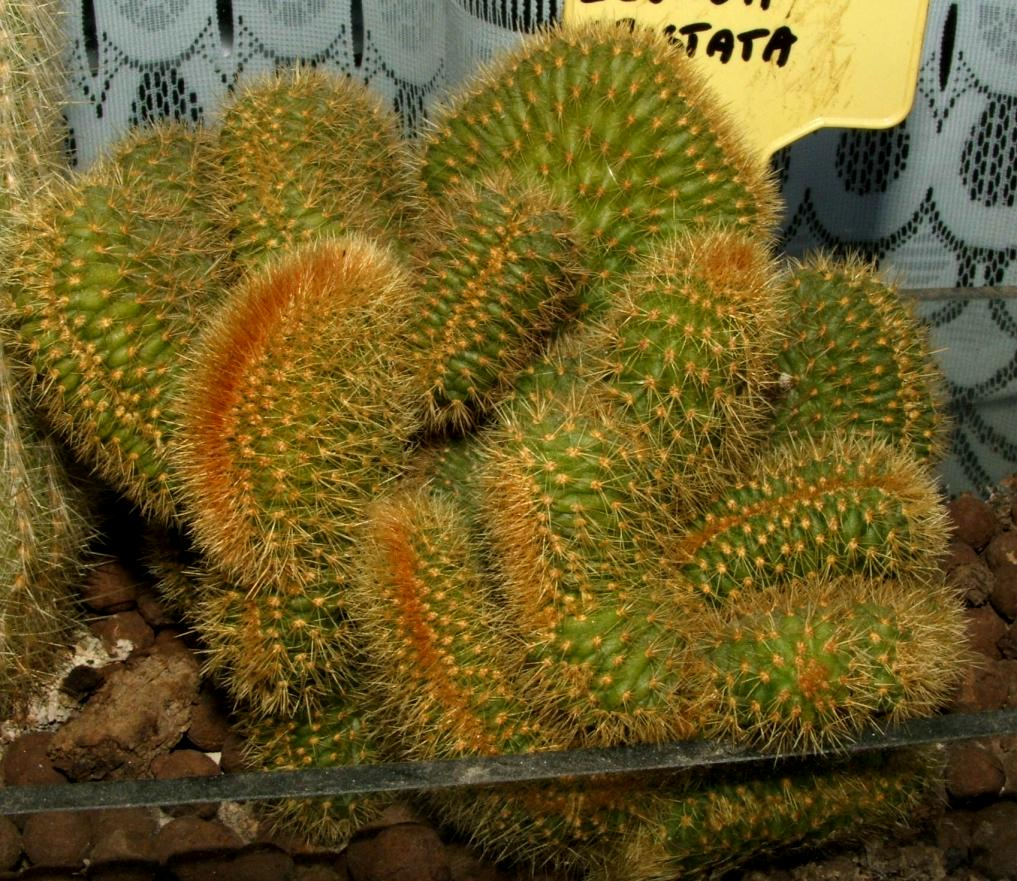
Mammilaria crestata

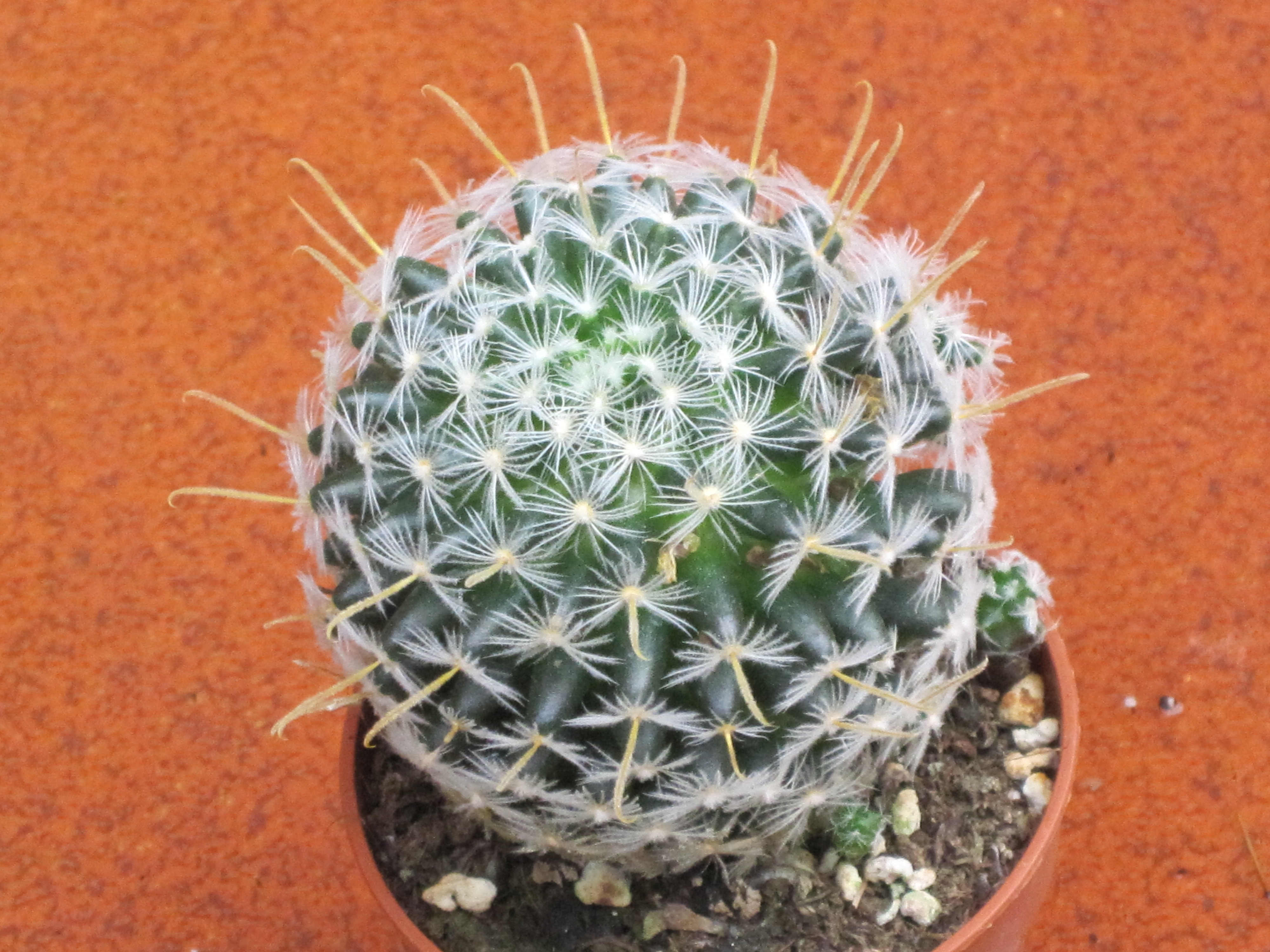
Mammillaria duwei

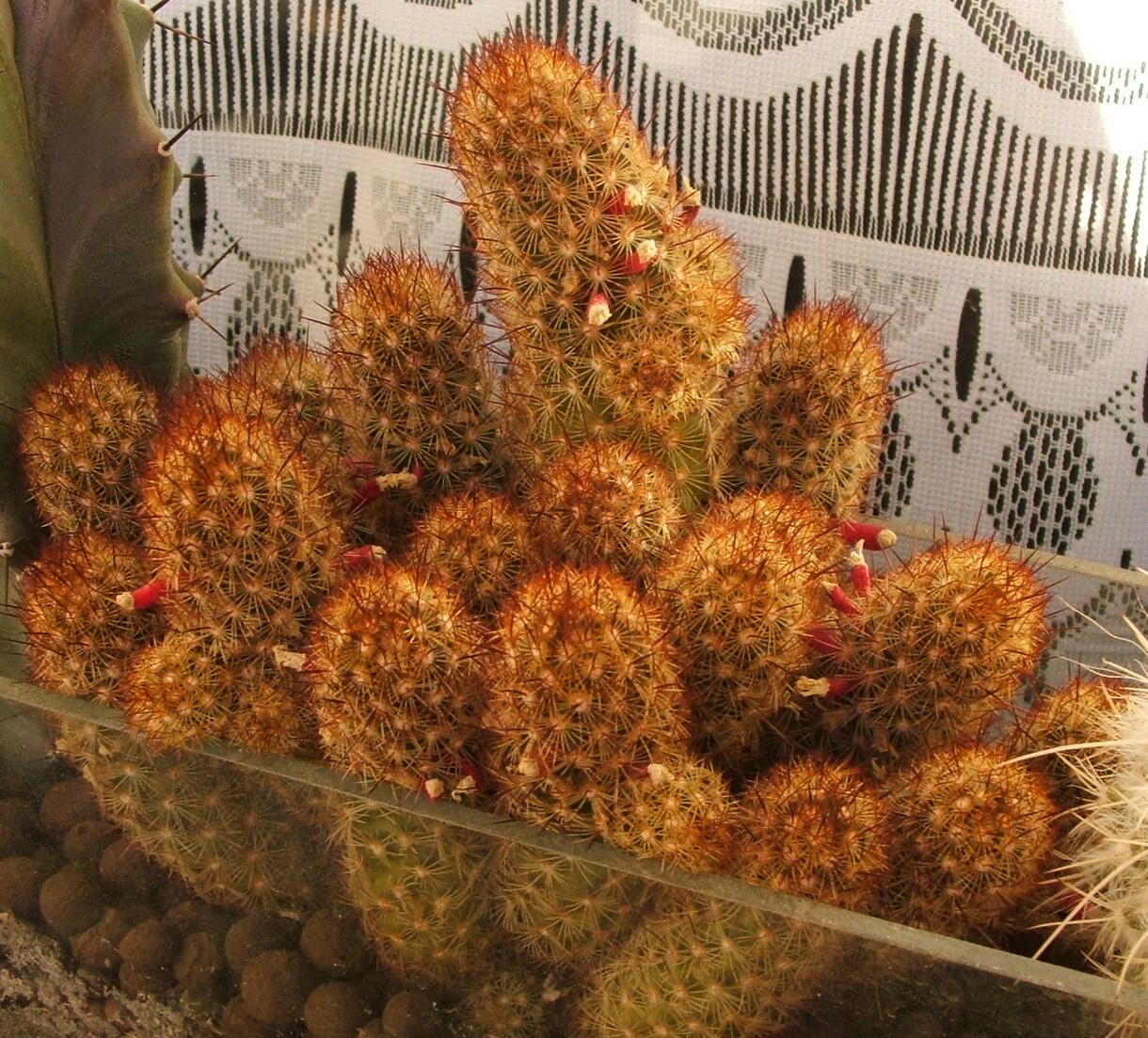
Mammilaria elongata

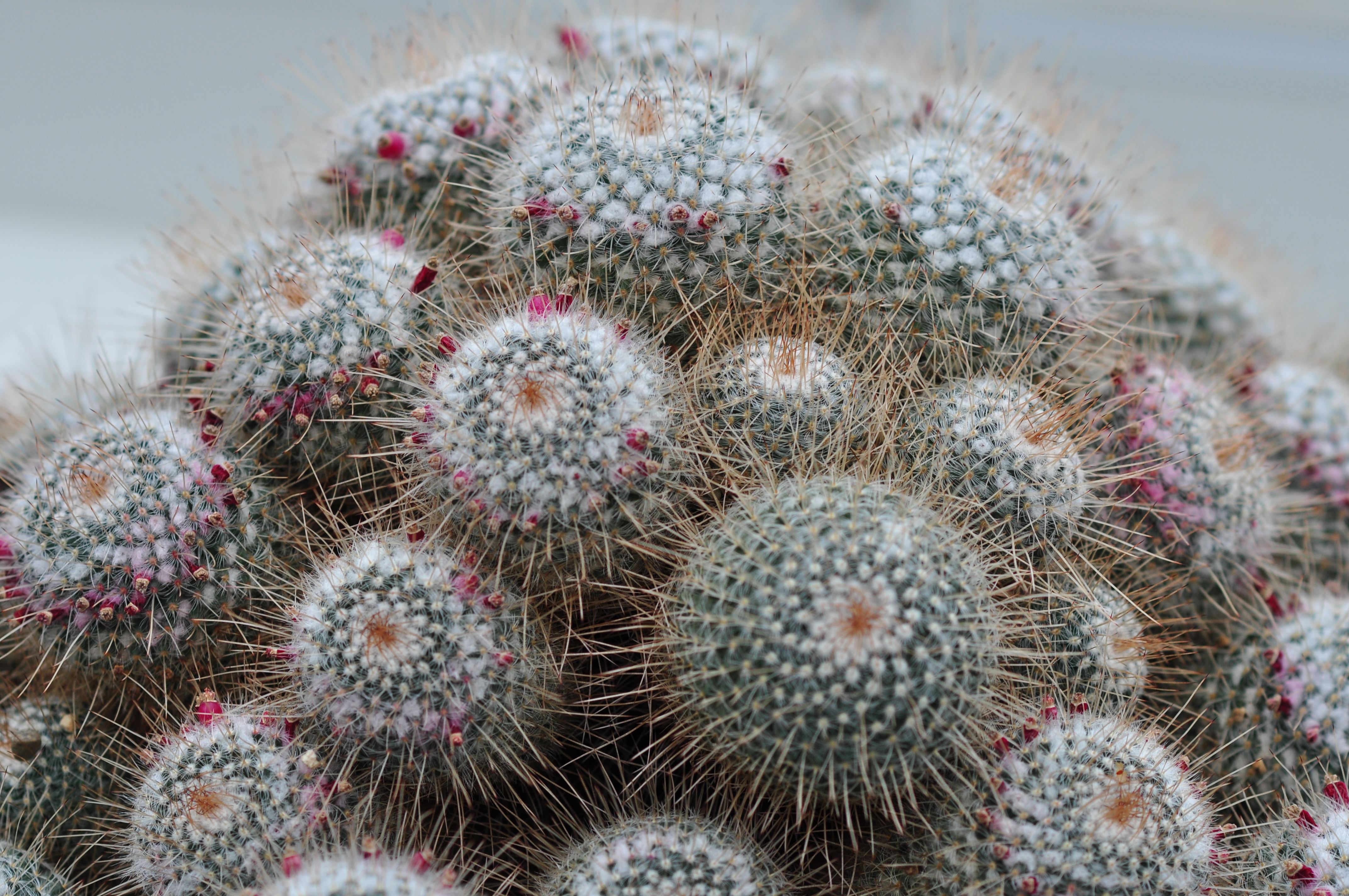
Mammilaria geminispina

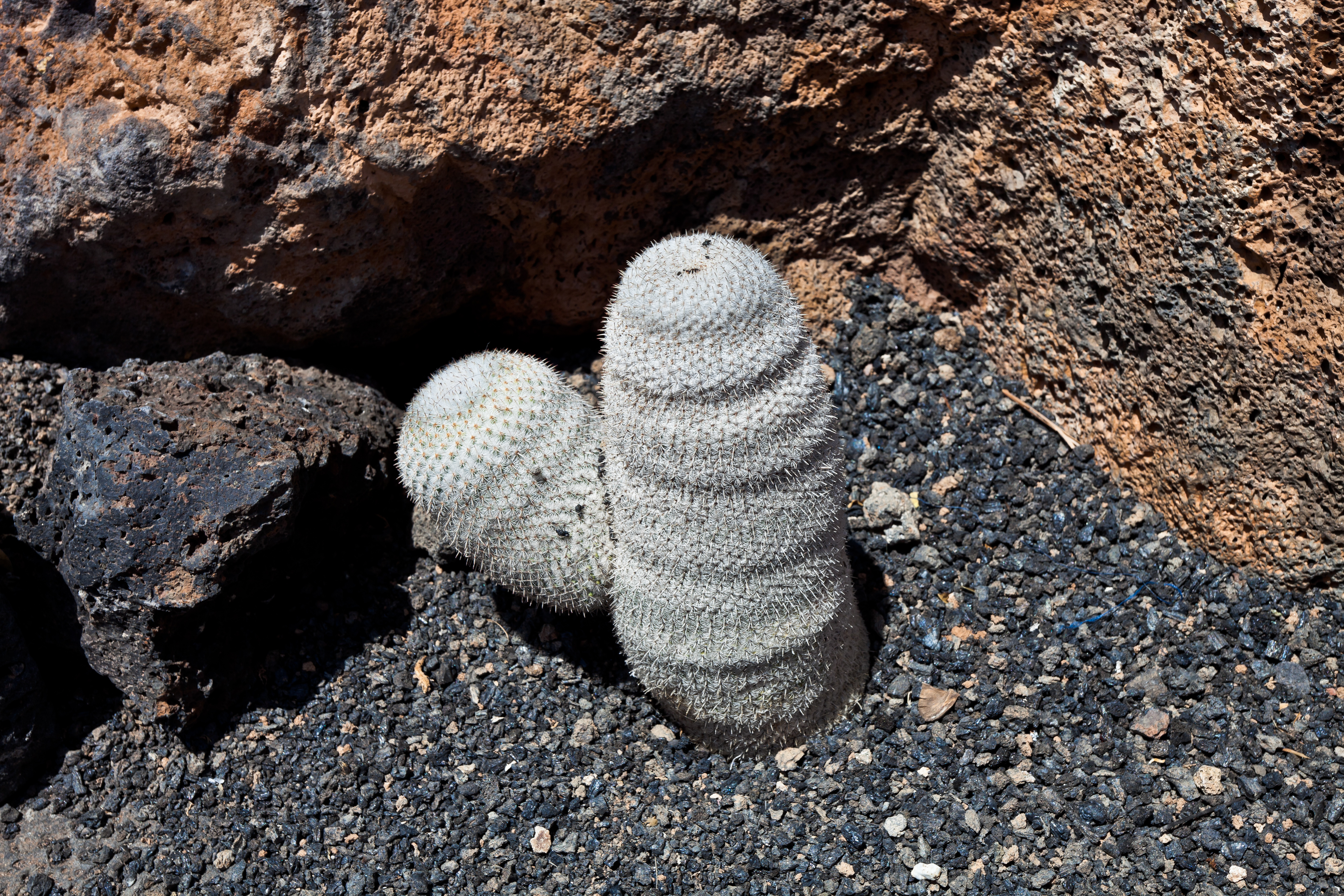
Mammilaria haageana

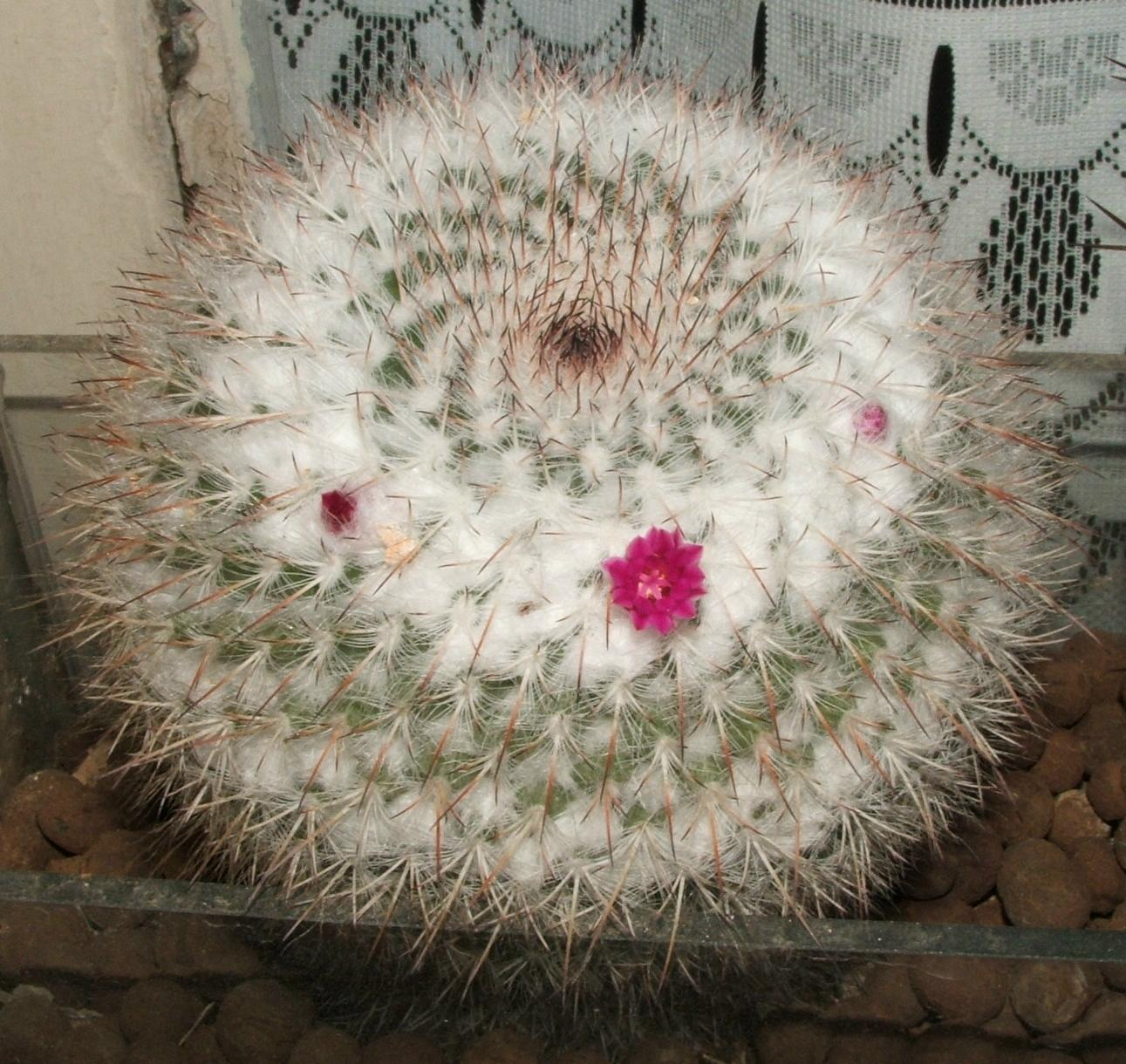
Mammillaria klissingiana

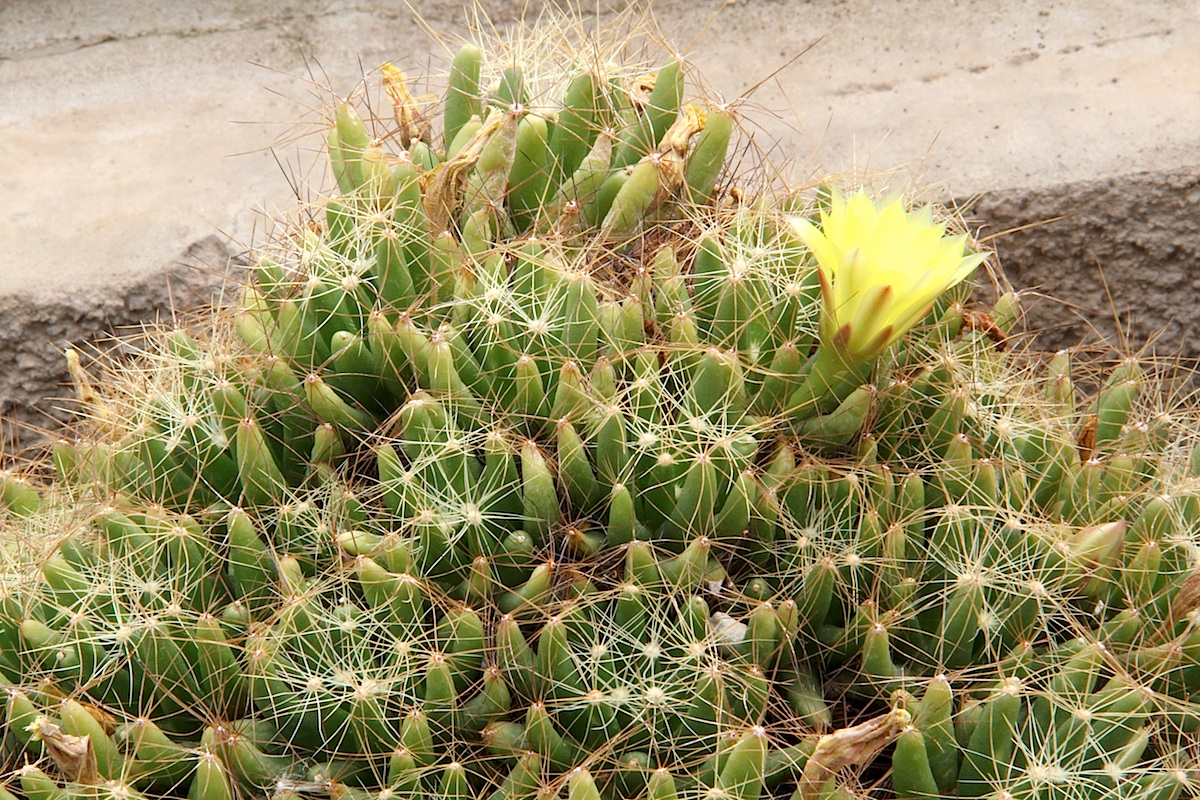
Mammillaria longimamma

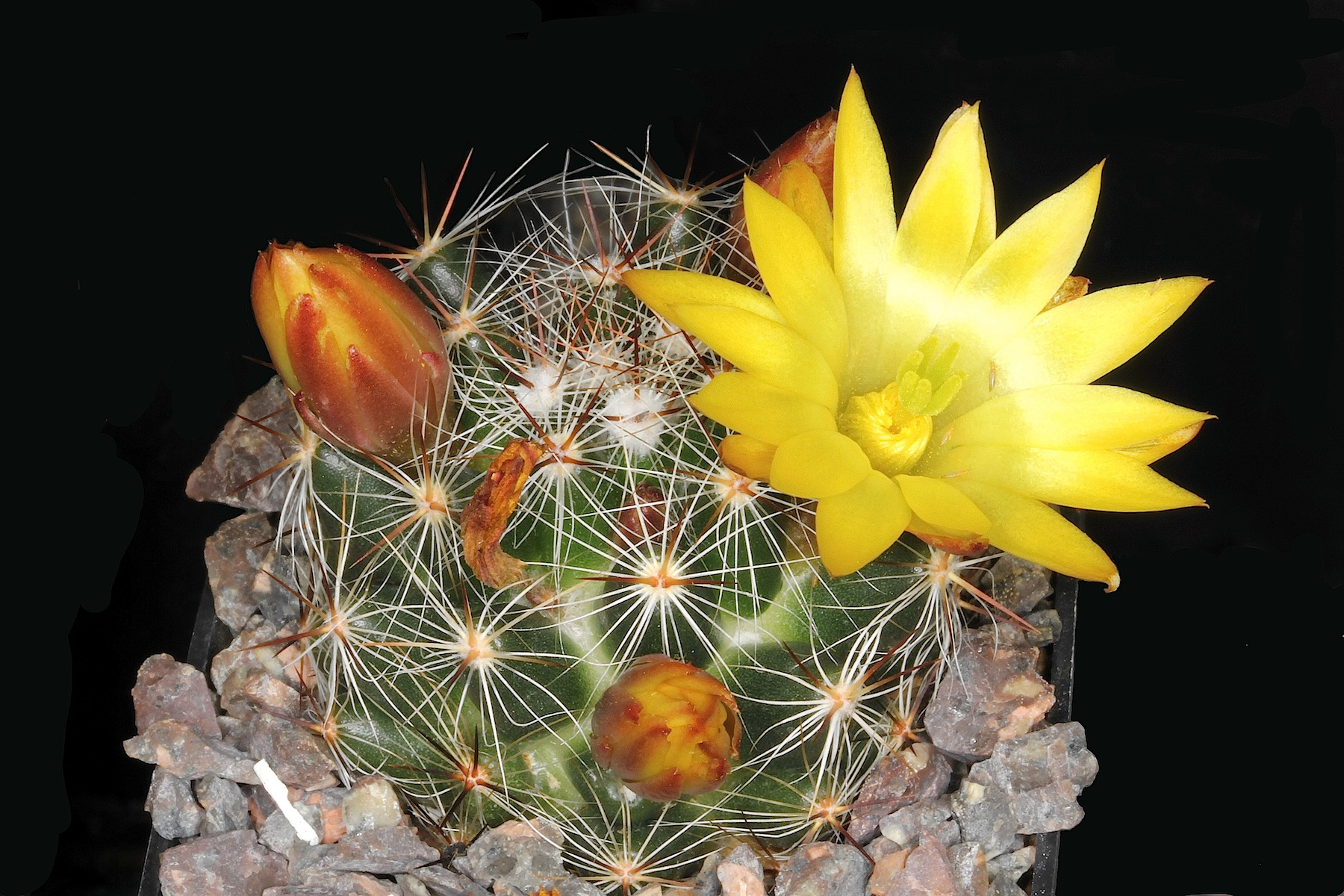
Mammillaria melaleuca

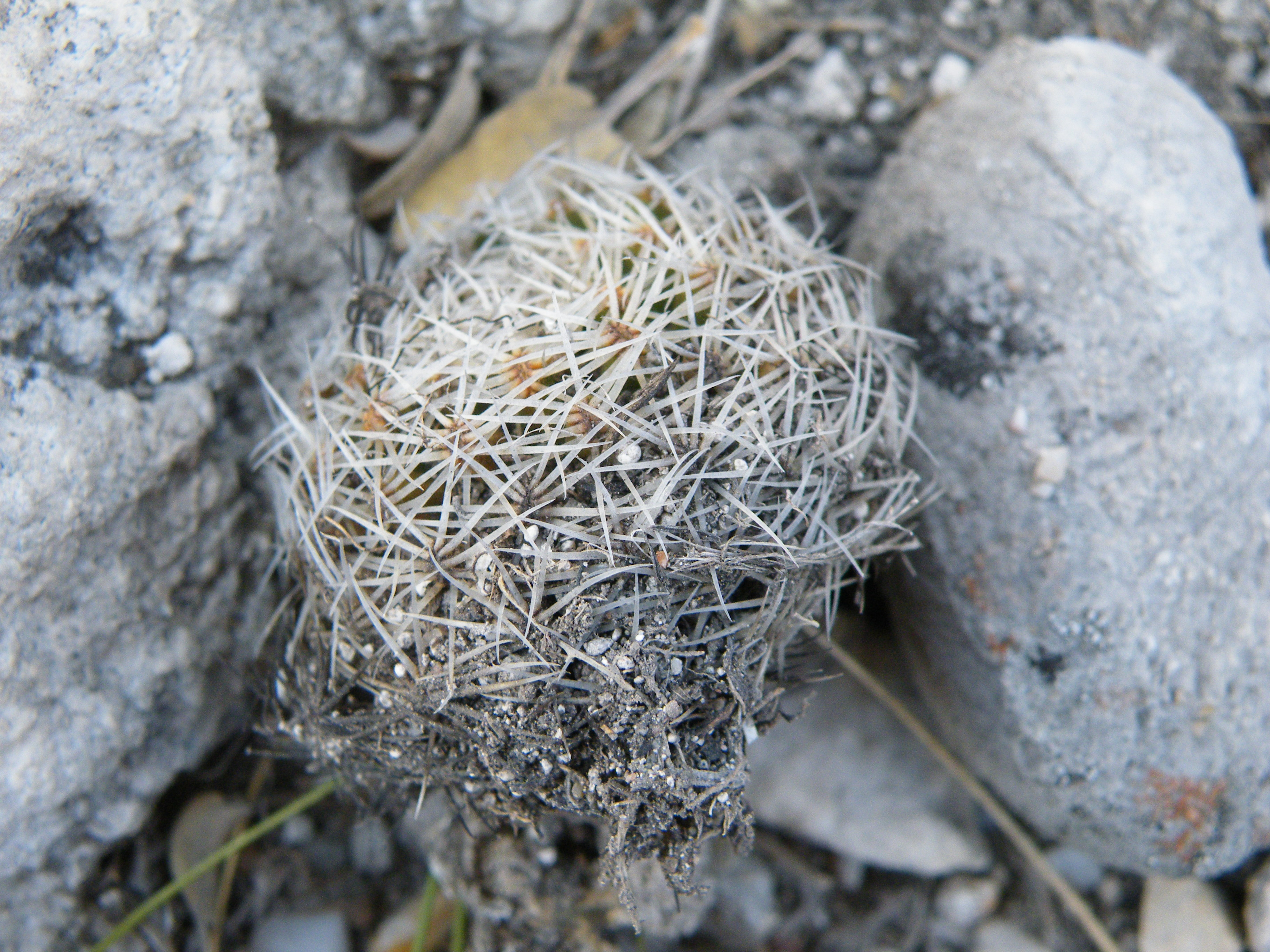
Mammillaria napina

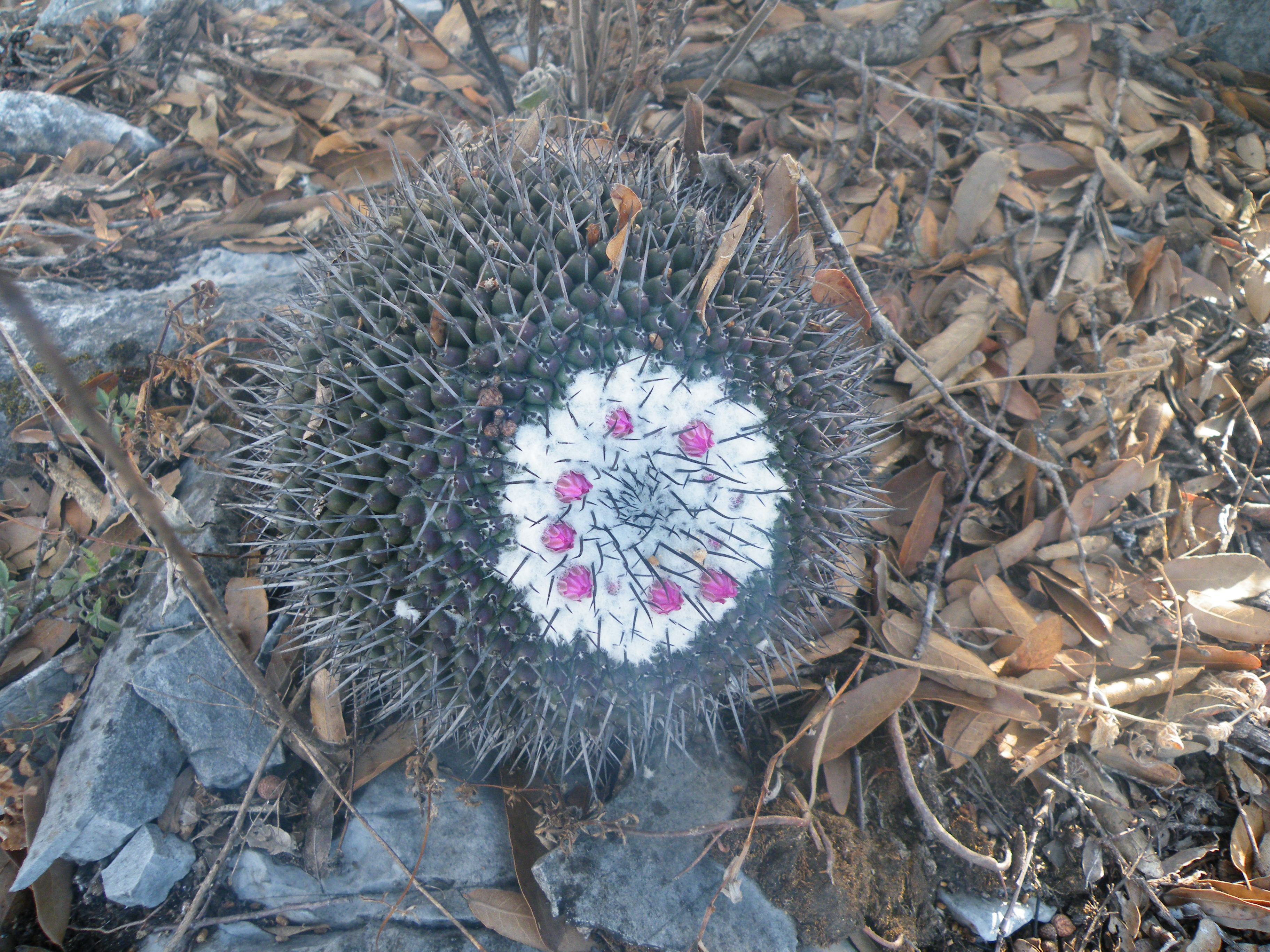
Mammillaria orcuttii

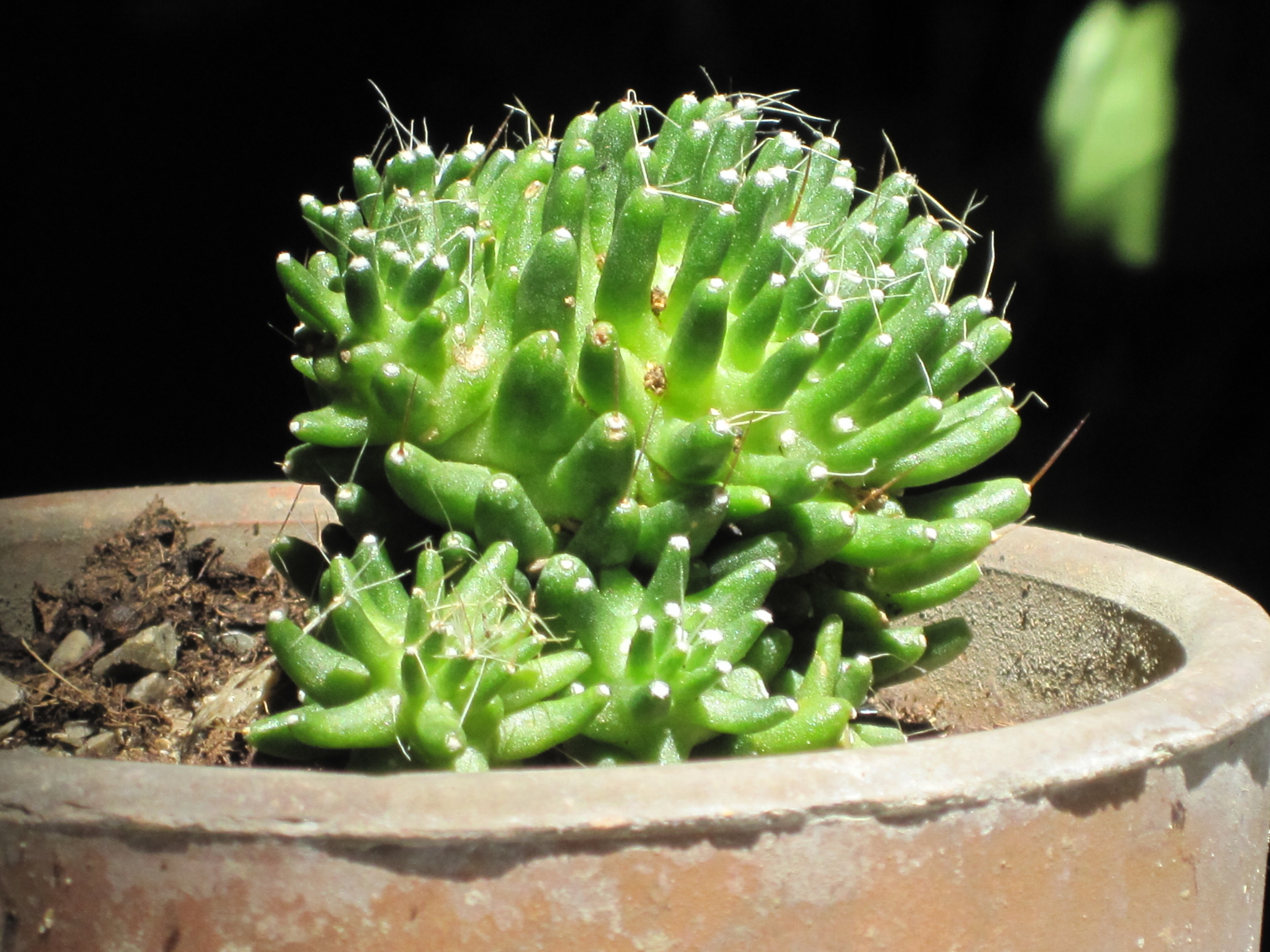
Mammillaria painteri

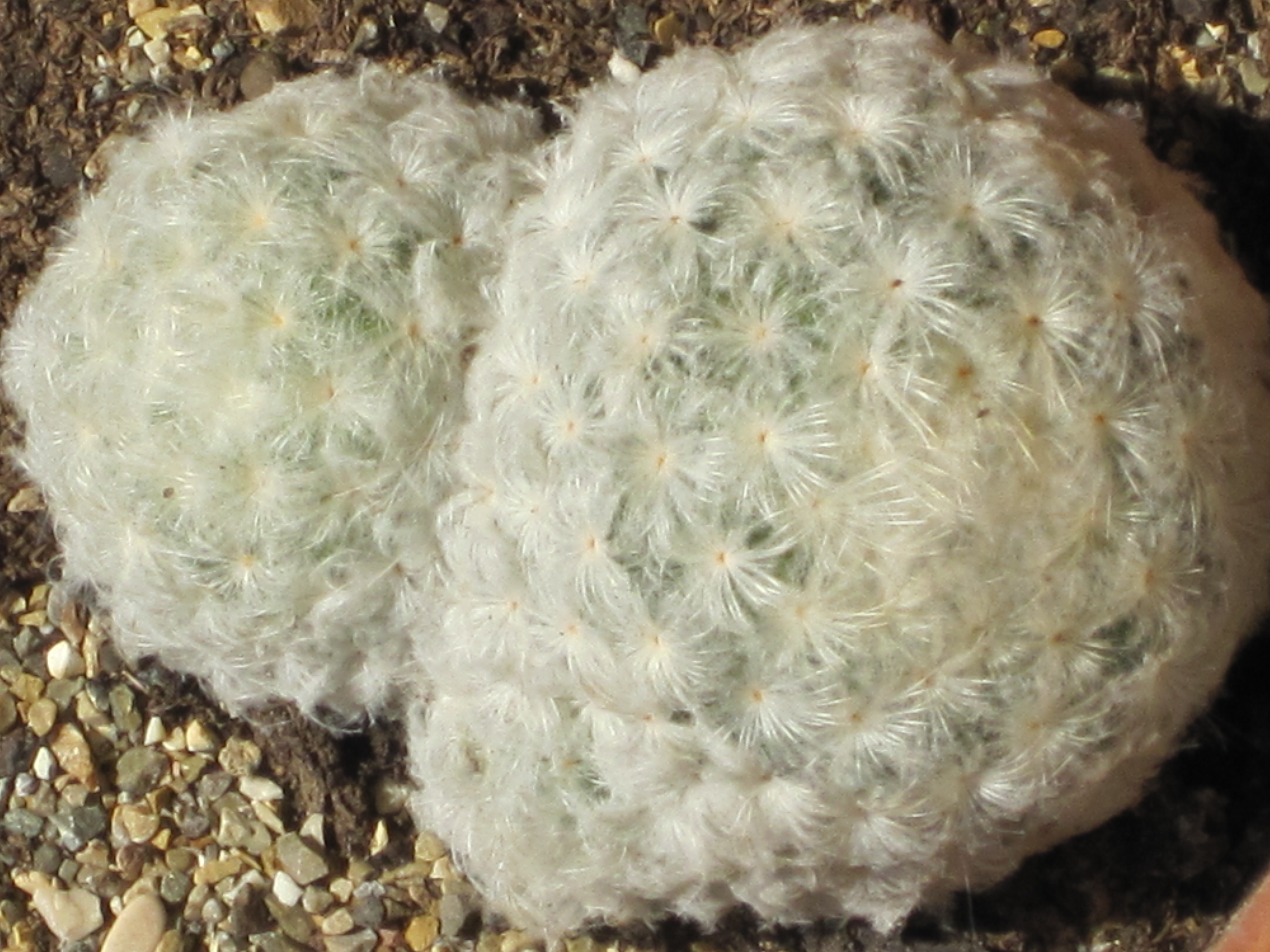
Mammillaria plumosa

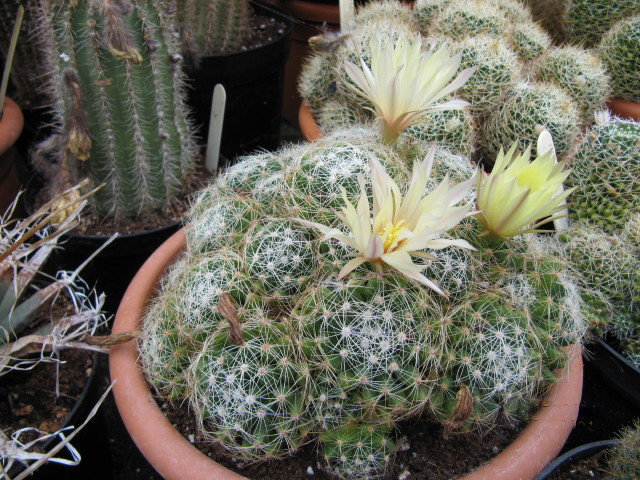
Mammillaria sphaerica

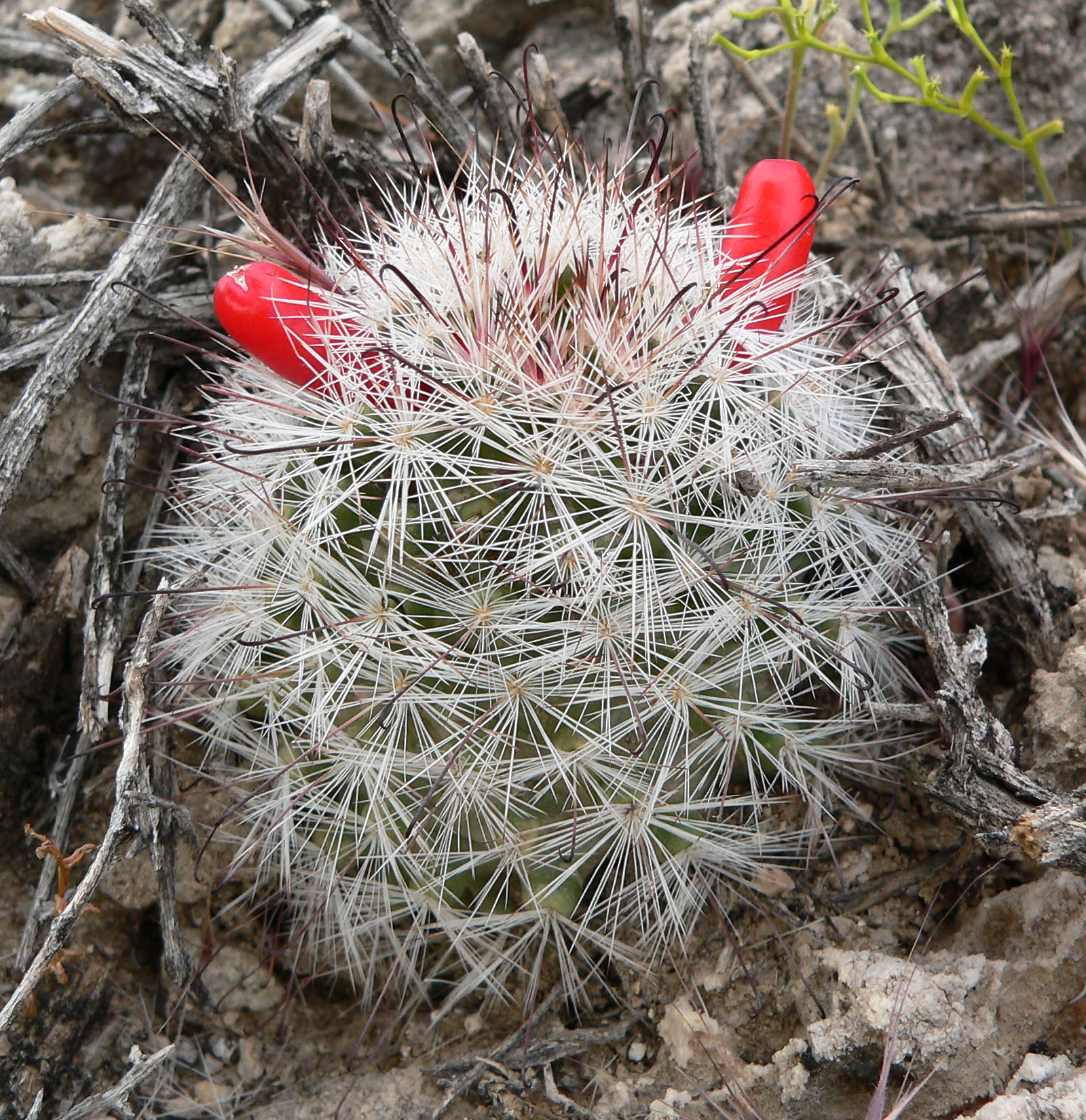
Mammillaria tetrancistra

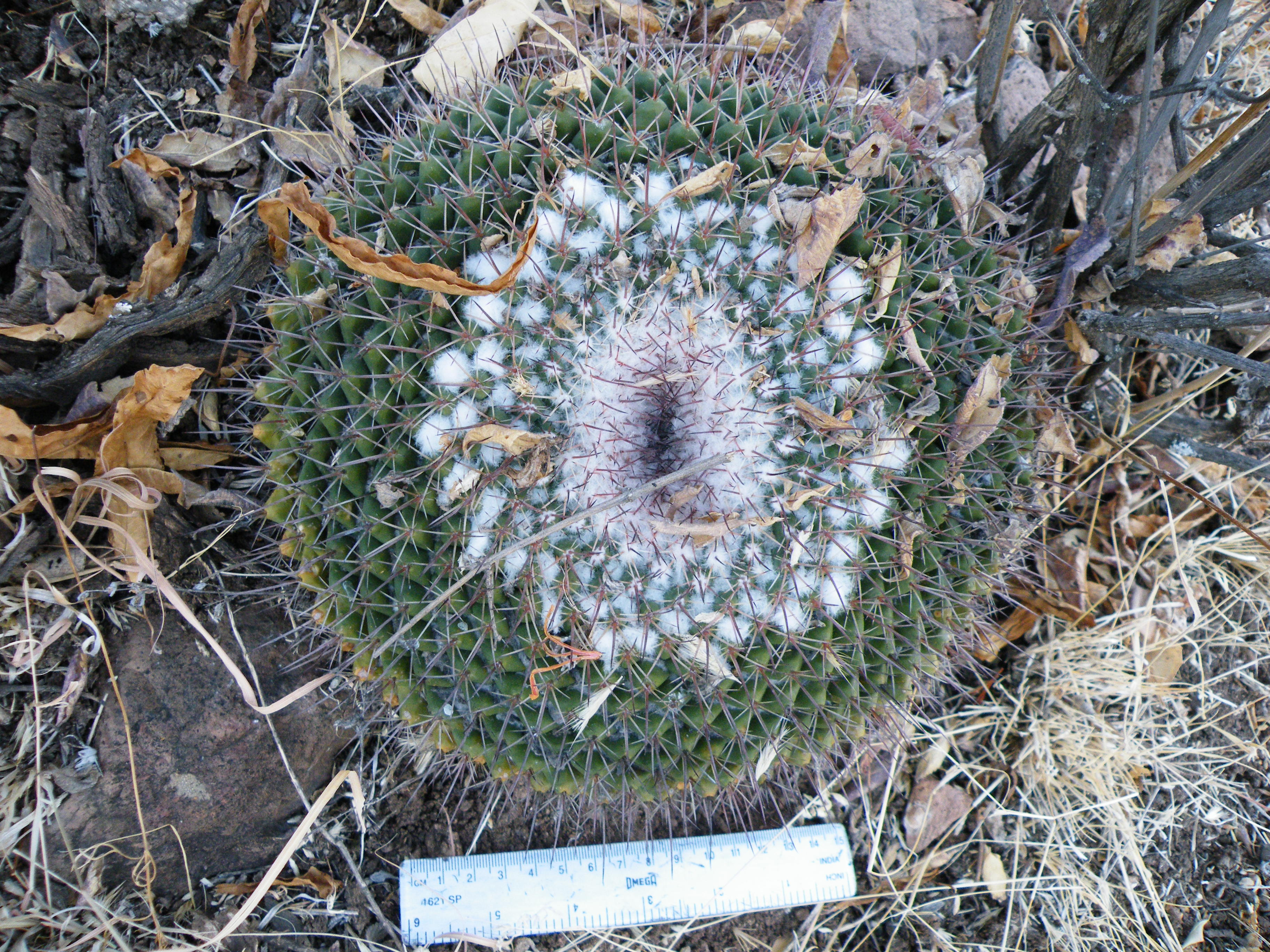
Mammillaria wagneriana

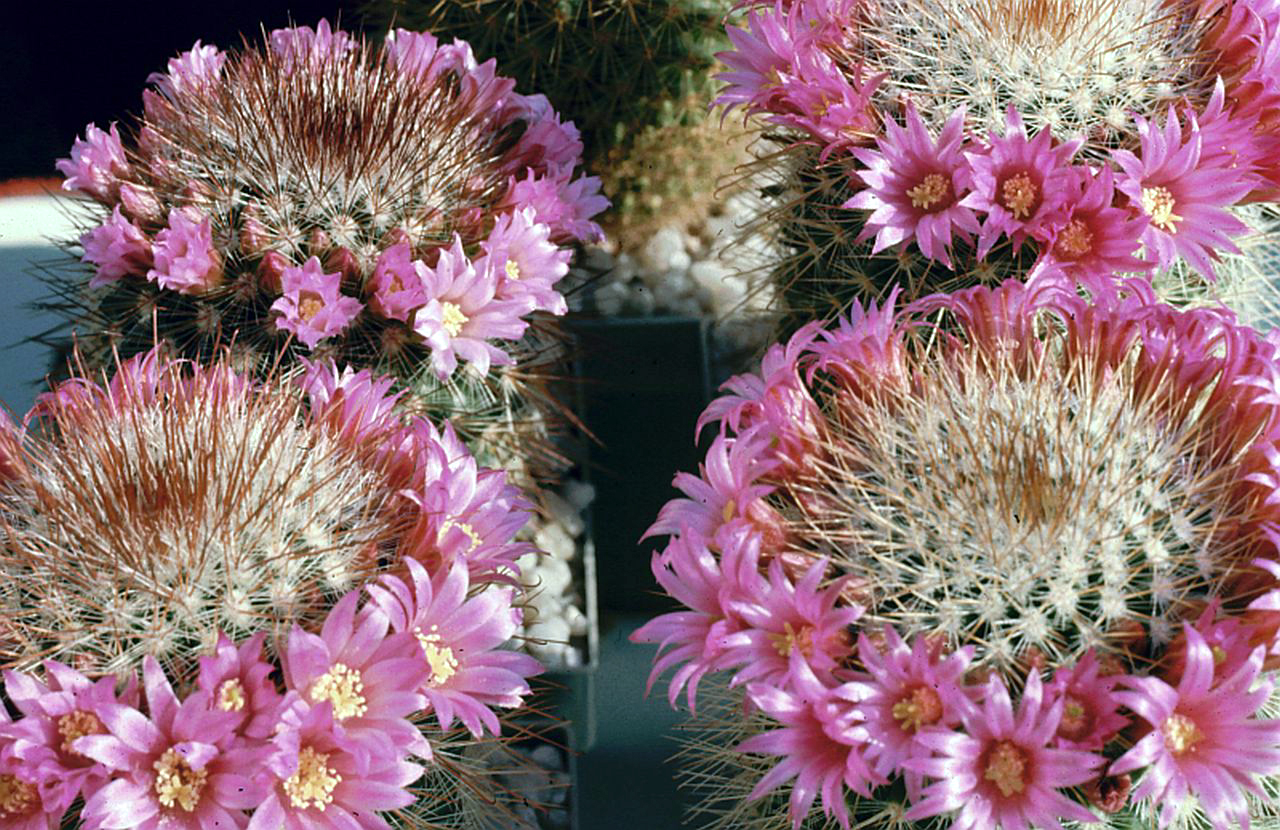
Mammillaria zeilmanniana

Elenco delle Specie di Mammillaria:

## A
- Mammillaria albicans (Britton & Rose) A. Berger
- Mammillaria albicoma Boed.
- Mammillaria albiflora Backeb.
- Mammillaria albilanata Backeb.
- Mammillaria anniana Glass & R.C. Foster
- Mammillaria armillata K. Brandegee
- Mammillaria aureilanata Backeb.

## B
- Mammillaria backebergiana F.G. Buchenau
- Mammillaria baumii Boed.
- Mammillaria beneckei Ehrenb.
- Mammillaria bertholdii Linzen
- Mammillaria blossfeldiana Boed.
- Mammillaria bocasana Poselg.
- Mammillaria bocensis R.T.Craig
- Mammillaria boelderliana Wohlschl.
- Mammillaria bombycina Quehl
- Mammillaria boolii G.E.Linds.
- Mammillaria brandegeei (J.M.Coult.) Engelm. ex K. Brandegee

## C
- Mammillaria candida Scheidw.
- Mammillaria carmenae Castañeda
- Mammillaria carnea Zucc. ex Pfeiff.
- Mammillaria carretii Rebut ex K. Schum.
- Mammillaria cerralboa (Britton & Rose) Orcutt
- Mammillaria coahuilensis (Boed.) Moran
- Mammillaria columbiana Salm-Dyck
- Mammillaria compressa DC.
- Mammillaria crinita DC.
- Mammillaria crucigera Mart.

## D
- Mammillaria decipiens Scheidw.
- Mammillaria deherdtiana Farwig
- Mammillaria densispina (J.M. Coult.) Orcutt
- Mammillaria discolor Haw.
- Mammillaria dixanthocentron Backeb.
- Mammillaria duoformis R.T. Craig & E.Y. Dawson
- Mammillaria duwei Rogoz. & Appenz.

## E
- Mammillaria eichlamii Quehl
- Mammillaria elongata DC.
- Mammillaria eriacantha Link & Otto ex Pfeiff.
- Mammillaria erythrosperma Boed.
- Mammillaria estebanensis G.E.Linds.
- Mammillaria evermanniana (Britton & Rose) Orcutt

## F
- Mammillaria fittkaui Glass & R.A.Foster
- Mammillaria flavicentra Backeb. ex Mottram
- Mammillaria formosa Galeotti ex Scheidw.

## G
- Mammillaria × gajii Chvastek & Halda
- Mammillaria gasseriana Boed.
- Mammillaria geminispina Haw.
- Mammillaria gigantea Hildm. ex K. Schum.
- Mammillaria glassii R.A. Foster
- Mammillaria glochidiata Mart.
- Mammillaria grusonii Runge
- Mammillaria guelzowiana Werderm.
- Mammillaria guerreronis (Bravo) Boed.

## H
- Mammillaria haageana Pfeiff.
- Mammillaria hahniana Werderm.
- Mammillaria hernandezii Glass & R.C. Foster
- Mammillaria herrerae Werderm.
- Mammillaria heyderi Muehlenpf.
- Mammillaria huitzilopochtli D.R. Hunt
- Mammillaria humboldtii Ehrenb.
- Mammillaria hutchisoniana (H.E. Gates) Boed.

## I
- Mammillaria insularis H.E.Gates

## J
- Mammillaria johnstonii (Britton & Rose) Orcutt

## K
- Mammillaria karwinskiana Mart.
- Mammillaria klissingiana Boed.
- Mammillaria knippeliana Quehl
- Mammillaria kraehenbuehlii (Krainz) Krainz

## L
- Mammillaria lasiacantha Engelm.
- Mammillaria laui D.R. Hunt
- Mammillaria lenta K. Brandegee
- Mammillaria linaresensis R.Wolf & F.Wolf
- Mammillaria longiflora (Britton & Rose) A. Berger
- Mammillaria longimamma DC.
- Mammillaria luethyi G.S.Hinton

## M
- Mammillaria magnifica F.G. Buchenau
- Mammillaria magnimamma Haw.
- Mammillaria mainiae K. Brandegee
- Mammillaria mammillaris (L.) H.Karst.
- Mammillaria marksiana Krainz
- Mammillaria mathildae Kraehenb. & Krainz
- Mammillaria matudae Bravo
- Mammillaria mazatlanensis K. Schum.
- Mammillaria meiacantha Engelm.
- Mammillaria melaleuca Karw. ex Salm-Dyck
- Mammillaria melanocentra Poselger
- Mammillaria mercadensis Patoni
- Mammillaria meyranii Bravo
- Mammillaria microhelia Werderm.
- Mammillaria moelleriana Boed.
- Mammillaria muehlenpfordtii C.F.Först.
- Mammillaria multidigitata W.T. Marshall ex Linds.
- Mammillaria multihamata Boed.
- Mammillaria mystax Mart.

## N
- Mammillaria nana Backeb.
- Mammillaria napina J.A. Purpus
- Mammillaria neopalmeri R.T. Craig
- Mammillaria nivosa Link ex Pfeiff.
- Mammillaria nunezii (Britton & Rose) Orcutt

## O
- Mammillaria orcuttii Boed.
- Mammillaria oteroi Glass & R. Foster

## P
- Mammillaria painteri Rose
- Mammillaria parkinsonii C.Ehrenb.
- Mammillaria pectinifera F.A.C.Weber
- Mammillaria peninsularis (Britton & Rose) Orcutt
- Mammillaria pennispinosa Krainz
- Mammillaria perbella Hildm. ex K. Schum.
- Mammillaria perezdelarosae Bravo & Scheinvar
- Mammillaria petrophila K. Brandegee
- Mammillaria petterssonii Hildm.
- Mammillaria picta Meinsh.
- Mammillaria pilispina J.A. Purpus
- Mammillaria plumosa F.A.C. Weber
- Mammillaria polyedra Mart.
- Mammillaria polythele Mart.
- Mammillaria pottsii Scheer ex Salm-Dyck
- Mammillaria pringlei  (J.M.Coult.) K.Brandegee
- Mammillaria prolifera (Mill.) Haw.

## R
- Mammillaria rekoi Vaupel
- Mammillaria rhodantha Link & Otto
- Mammillaria roseoalba Boed.

## S
- Mammillaria sanchez-mejoradae Rodr.González
- Mammillaria sartorii J.A.Purpus
- Mammillaria scheinvariana R.Ortega V. & Glass
- Mammillaria schiedeana Ehrenb. ex Schltdl.
- Mammillaria schumannii Hildm.
- Mammillaria schwarzii Shurly
- Mammillaria scrippsiana (Britton & Rose) Orcutt
- Mammillaria sempervivi DC.
- Mammillaria senilis Lodd. ex Salm-Dyck
- Mammillaria sinistrohamata Boed.
- Mammillaria solisioides Backeb.
- Mammillaria sphacelata Mart.
- Mammillaria sphaerica A. Dietr.
- Mammillaria spinosissima Lem.
- Mammillaria standleyi (Britton & Rose) Orcutt
- Mammillaria supertexta Mart. ex Pfeiff.
- Mammillaria surculosa Boed.

## T
- Mammillaria tayloriorum Glass & R.A.Foster
- Mammillaria tepexicensis J. Meyrán
- Mammillaria tetrancistra Engelm.
- Mammillaria thornberi Orcutt
- Mammillaria tonalensis D.R.Hunt

## U
- Mammillaria uncinata Zucc. ex Pfeiff.

## V
- Mammillaria varieaculeata Buchenau
- Mammillaria vetula Mart.
- Mammillaria voburnensis Scheer

## W
- Mammillaria wagneriana Boed.
- Mammillaria weingartiana Boed.
- Mammillaria wiesingeri Boed.
- Mammillaria winterae Boed.

## X
- Mammillaria xaltianguensis Sánchez-Mej.

## Z
- Mammillaria zeilmanniana Boed.
- Mammillaria zephyranthoides Scheidw.
- Mammillaria zublerae Repp.